# Pedaliter
Pedaliter est un qualificatif utilisé pour désigner une œuvre musicale pour instrument à clavier (usuellement l'orgue) nécessitant la présence d'un pédalier. 
Le terme, dérivé du latin pedalis (partie « pour les pieds ») semble être une antithèse de « Manualiter » (dérivé du latin manualis pour « clavier manuel », indiquant qu'un morceau de musique pour orgue est joué sur les claviers uniquement) et a notamment été utilisé par Arnolt Schlick (Spiegel der Orgelmacher und Organisten, 1511). 
La précision était surtout nécessaire pour les œuvres antérieures au XVIIIe siècle ou composées dans certains pays (en particulier Italie et Angleterre), pour l'exécution desquelles la mise à disposition d'un instrument avec pédalier était considérée comme peu commune. 
Pedaliter ne désigne donc pas une pièce jouée uniquement au pédalier, mais le terme implique en pratique une œuvre avec une partie de pédale développée. Parfois, les compositeurs l'utilisent pour suggérer une œuvre de grande envergure à plusieurs voix, à l'instar du Benedicamus à 6 voc. pleno organo pedaliter de Samuel Scheidt (1624), par exemple. 